# Yamen

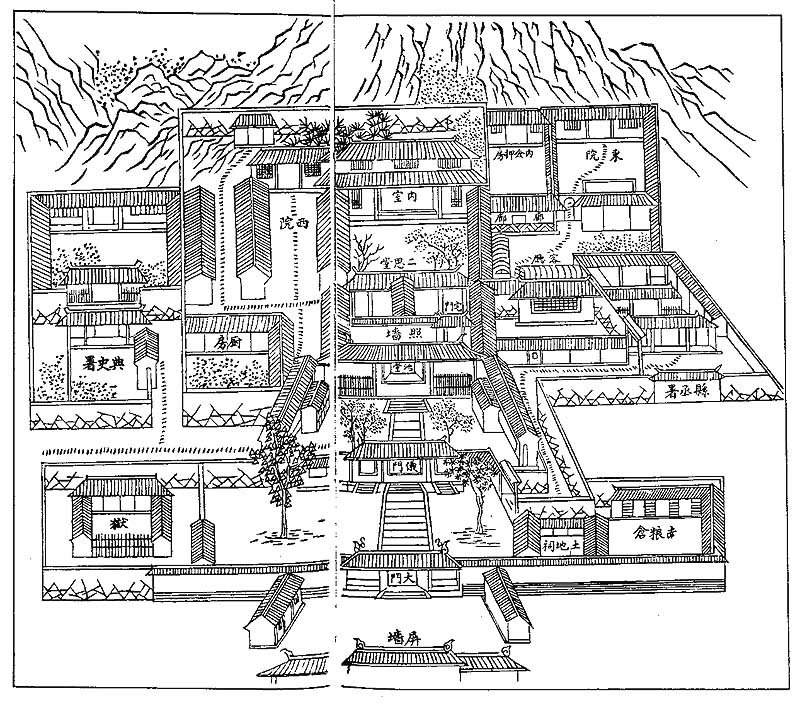
Disegno della pianta dello yamen di Shaoxing Fu, provincia dello Zhejiang, 1803.

Uno yamen (ya-men, in cinese: 衙門T, 衙门S, yáménP, Wade-Giles: ya²-men²) era, nella Cina imperiale, l'ufficio amministrativo e/o la residenza di un mandarino con incarico di magistrato locale o di burocrate del palazzo imperiale a qualsiasi livello di governo: erano uno yamen gli uffici di uno dei sei ministeri ma anche la sede di una magistratura prefetturale. Il termine fu ampiamente utilizzato in Cina per secoli e apparve nella lingua inglese durante la dinastia Qing (1636–1912).
All'interno di uno yamen locale, il burocrate gestiva l'attività governativa della città o della regione di competenza. Le responsabilità tipiche del burocrate comprendevano la finanza locale, gli investimenti di capitale, l'amministrazione della giustizia civile e penale e l'emanazione di decreti e regolamenti.
In genere il burocrate e i suoi familiari più stretti vivevano in una residenza attigua allo yamen. Questa prassi valeva particolarmente durante la dinastia Qing, quando una legge imperiale proibì a chiunque di presiedere un ufficio governativo nella sua stessa provincia di nascita.
Gli yamen variavano notevolmente a seconda del livello dell'organo di governo che amministravano e dell'anzianità dell'incarico del burocrate. Tuttavia gli yamen a livello locale avevano tipicamente delle caratteristiche simili: un cancello d'ingresso, un cortile e una sala (normalmente utilizzata come tribunale); uffici, celle di prigionia e magazzini; inoltre residenze per il burocrate, la sua famiglia e il suo personale.
A livello provinciale e superiore, la specializzazione tra i funzionari si esplicitava in misura maggiore. Ad esempio, i tre funzionari principali di una provincia (三大 憲T, 三大 宪S, Sàn Dà XiànP, letteralmente: "Le Tre Grandi Leggi") controllavano il potere legislativo ed esecutivo oltre agli affari militari della provincia o della regione. Il loro yamen era quindi specializzato in funzione dei compiti dell'ufficio. I grandi yamen del governo centrale, situati nella capitale, erano costituiti esclusivamente da edifici per uffici.